# Eggbuckland
Eggbuckland – dzielnica miasta Plymouth, w Anglii, w Devon, w dystrykcie (unitary authority) Plymouth. W 2011 miejscowość liczyła 13 351 mieszkańców. Eggbuckland jest wspomniana w Domesday Book (1086) jako Bocheland/Bochelanda.